# William Henry Keeler
William Henry Keeler, född 4 mars 1931 i San Antonio, Texas, död 23 mars 2017 i Catonsville, Maryland, var en amerikansk kardinal och ärkebiskop. Han var ärkebiskop av Baltimore från 1989 till 2007.

## Biografi
William Henry Keeler var son till Thomas L. Keeler och Margaret T. Conway. Han prästvigdes av ärkebiskop (sedermera kardinal) Luigi Traglia i basilikan Santi XII Apostoli den 17 juli 1955. Vid Påvliga universitetet Gregoriana i Rom avlade Keeler 1956 licentiatexamen i teologi och 1961 doktorsexamen i kanonisk rätt. Vid Andra Vatikankonciliet 1962–1965 var han peritus åt George L. Leech, biskop av Harrisburg. 
I juli 1979 utnämndes Keeler till titulärbiskop av Ulcinium och hjälpbiskop av Harrisburg. Han biskopsvigdes av biskop Joseph Thomas Daley i Cathedral of Saint Patrick i Harrisburg den 21 september samma år. År 1983 efterträdde han Daley som biskop av Harrisburg och 1989 installerades han som ärkebiskop av Baltimore.
Den 26 november 1994 upphöjde påve Johannes Paulus II Keeler till kardinalpräst med Santa Maria degli Angeli som titelkyrka. Kardinal Keeler deltog i konklaven 2005, vilken valde Benedikt XVI till ny påve.
Kardinal Keeler avled i Catonsville i Maryland 2017 och är begravd i katedralen Assumption of the Blessed Virgin Mary i Baltimore.

## Bilder

Kardinal Keelers titelkyrka
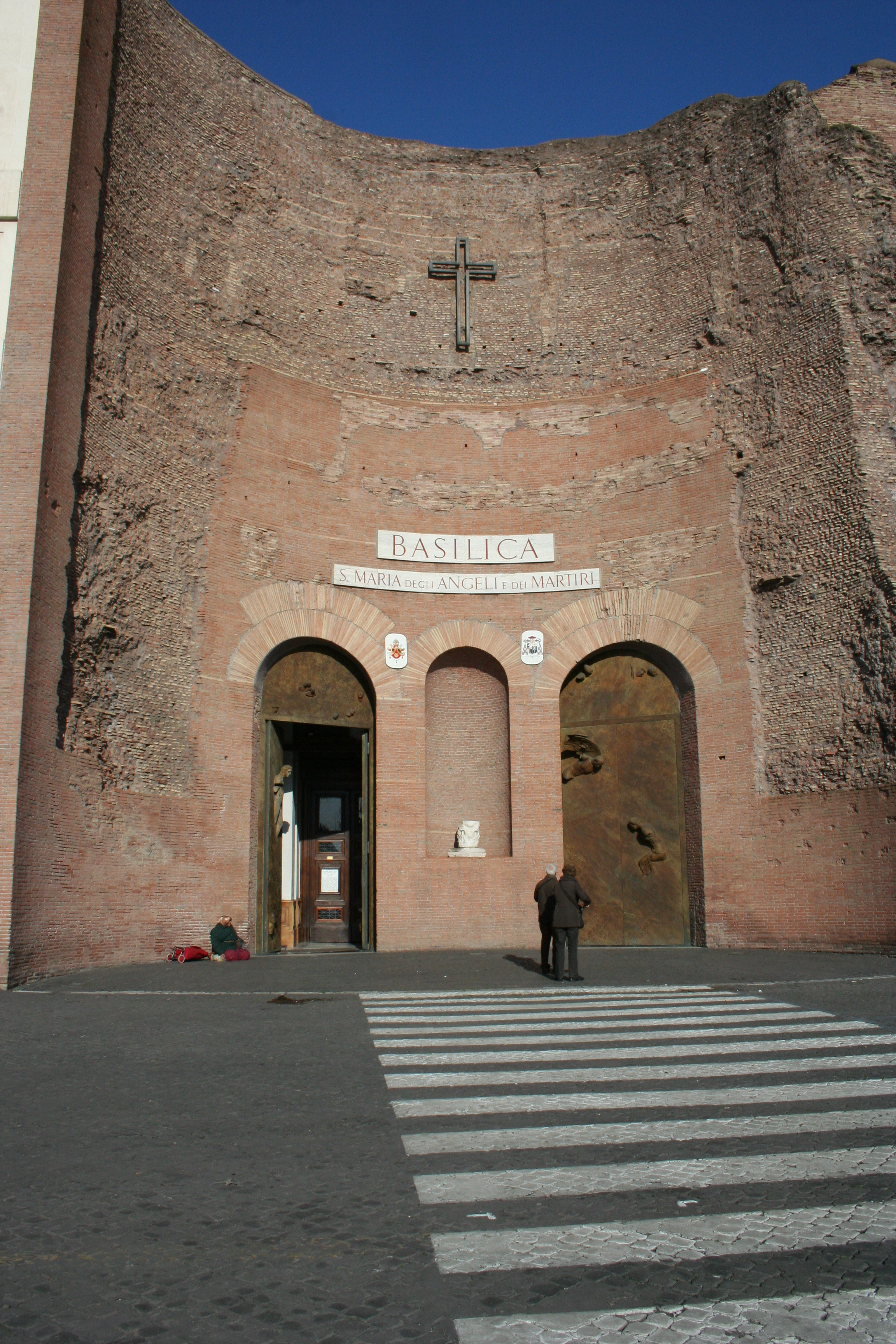
Santa Maria degli Angeli.